# All Mod Cons
All Mod Cons — третий студийный альбом британской рок-группы The Jam, выпущенный в 1978 году на лейбле Polydor Records. Название альбома представляет собой британскую идиому (часто встречающуюся в рекламе жилья), которая является сокращением от «все современные удобства» и представляет собой игру слов, связанную с ассоциированием группы с возрождением движения модов. Альбом занял 6-е место в британском хит-параде.
В 1979 году альбом был переиздан в США с песней «The Butterfly Collector», заменившей «Billy Hunt».

## История создания
«Я встал на ноги. После „This Is the Modern World“ я спросил себя: „Собираюсь ли пустить всё на самотёк, или буду бороться“. Я был прижат к стенке. Это был вопрос гордости».
В 1978 году после релиза второго альбома, This Is the Modern World, The Jam отправились в турне по США на разогреве у американской рок-группы Blue Öyster Cult. Местная публика отнеслась к творчеству группы скептически, как следствие This Is the Modern World не попал в чарт Billboard 200. Под давлением звукозаписывающей компании Polydor с требованием выпустить хитовую пластинку у основного автора группы, Пола Уэллера начался творческий кризис, когда группа вернулась на родину. Во время сессий Уэллер потерял всякий интерес к творческому процессу, и ему пришлось полностью перезаписать новый материал, так как продюсер Крис Пэрри полностью забраковал первую партию песен. В итоге All Mod Cons получился более коммерчески успешным, нежели This Is the Modern World.
Весь альбом пронизывает влияние поп-музыки середины 1960-х (периода британского вторжения), что наиболее отчётливо заметно в кавер-версии на песню The Kinks «David Watts». Композиция «Down in the Tube Station at Midnight», которая Уэллер первоначально забраковал из-за недовольства её аранжировкой, была выпущена в качестве сингла с подачи продюсера Вика Копперсмита и стала одним из самых успешных хитов группы на тот момент, добравшись до 15-го места в британском чарте. Песня представляет собой рассказ от лица молодого человека, который по пути домой заходит на станцию метро и избивается скинхедами. Текст песни «To Be Someone (Didn’t We Have a Nice Time)» критикует ненадёжных людей, которые втираются в доверие к успешным, а после — бросают их.
«В то время меня очень сильно волновали классовые вопросы…» — говорил Уэллер. «На окраинах Уокинга есть что-то вроде биржевого маклерского пояса. Итак, у меня перед глазами были эти образы — люди садятся на поезд до Ватерлоо, чтобы отправиться в город. Я выразил свои мысли по этому поводу в песне „Mr Clean“».
В 2006 году All Mod Cons был переиздан в формате CD с бонусным диском, содержащим би-сайды, раритеты и неиздававшиеся ранее демозаписи, также в комплекте шёл DVD с 40-минутным документальным фильмом режиссёра Дона Леттса.

## Отзывы
| Оценки критиков               | Оценки критиков |
| Источник                      | Оценка          |
| ----------------------------- | --------------- |
| AllMusic                      | [ 12 ]          |
| Encyclopedia of Popular Music | [ 13 ]          |
| Mojo                          | [ 14 ]          |
| Q                             | [ 15 ]          |
| The Rolling Stone Album Guide | [ 16 ]          |
| Sounds                        | [ 17 ]          |
| Spin                          | [ 18 ]          |
| Spin Alternative Record Guide | 8/10            |
| The Village Voice             | B               |

В обзоре Чарльза Шаара Мюррея для NME отмечалось, что All Mod Cons был «не только на несколько световых лет впереди всего, что группа делала раньше, но и стал альбомом, который вывел The Jam на передний план международной рок-н-ролльной сцены; одним из немногих действительно важных рок-альбомов за последние годы». Другой критик, Гарри Бушелл (Sounds), назвал его «заявлением артистического триумфа, музыкальной зрелости и композиционной силы» The Jam. В свою очередь Дэйв Шульпс из Trouser Press заявил, что «„All Mod Cons“ прочно утвердил Пола Уэллера (и The Jam) в статусе главного таланта (и группы) 1980-х».
All Mod Cons занял 2-е место в рейтинге лучших альбомов 1978 года по версии журнала NME. В 2000 году редакция журнала Q поместила All Mod Cons на 50-е место списка «100 величайших британских альбомов всех времён». В 2013 году лонгплей занял 219-е место в списке журнала NME «500 величайших альбомов всех времён». Также пластинка фигурирует в альманахе «1001 альбом, который вы должны услышать перед смертью».

## Список композиций
Все песни написаны Полом Уэллером, за исключением отмеченных.

### Первая сторона
1. «All Mod Cons» — 1:20
2. «To Be Someone (Didn’t We Have a Nice Time)» — 2:32
3. «Mr. Clean»* — 3:29
4. «David Watts» (Рей Дэвис) — 2:56
5. «English Rose»** — 2:51
6. «In the Crowd» — 5:40

### Вторая сторона
1. «Billy Hunt» — 3:01 [британская версия и первый тираж американской] «The Butterfly Collector» — 3:11 [американское переиздание]
2. «It’s Too Bad» — 2:39
3. «Fly» — 3:22
4. «The Place I Love» — 2:54
5. «'A' Bomb in Wardour Street» — 2:37
6. «Down in the Tube Station at Midnight» — 4:43

**Ни название, ни текст «English Rose» не были напечатаны на оригинальном виниловом издании альбома из-за того, что Уэллер считал, что слова песни мало что значат без музыки.

## Участники записи
| The Jam - Пол Уэллер — ведущий вокал; гитара, фортепиано, клавишные - Брюс Фокстон — бас, вокал - Рик Баклер — ударные, перкуссия | Технический персонал - Вик Копперсмит-Хэвен — продюсер, звукорежиссёр - Крис Пэрри — ассистент продюсера - Роджер Бечириан — звукорежиссёр - Грегг Джекман — звукорежиссёр - Питер Ширваде — ассистент звукорежиссёра - Фил Торналли — ассистент звукорежиссёра - Билл Смит — дизайн обложки - The Jam — дизайн обложки - Питер «Кодик» Гравель — фотография для обложки |  |

## Чарты
| Чарт (1978-79)                            | Высшая позиция |
| ----------------------------------------- | -------------- |
| Великобритания (UK Albums Chart)          | 6              |
| US Bubbling Under the Top LPs (Billboard) | 4              |

## Сертификация
| Регион                                                      | Сертификация | Продажи  |
| ----------------------------------------------------------- | ------------ | -------- |
| Великобритания (BPI)                                        | Золотой      | 100 000^ |
| ^ Данные о тиражах приведены только на основе сертификации. |              |          |